# Alfred Fitz
Alfred Fitz (* 3. November 1879 in Dresden; † 17. Juli 1947) war ein deutscher Gewerkschafter und Widerstandskämpfer gegen das NS-Regime.

## Leben
Fitz besuchte die Volksschule und erlernte anschließend den Beruf eines Laboranten in der Schokoladenindustrie. Wenige Jahre nach Abschluss seiner Lehre trat er dem Verband der Konditoren und der SPD bei. Erstgenanntes hatte den negativen Effekt, dass er mehrmals gemaßregelt wurde und öfter den Arbeitgeber wechseln musste. Die letzte Station, bevor er im Jahr 1906 in die Hauptamtlichkeit wechselte, war die Firma Bahlsen in Hannover.
Nach dem Zusammenschluss seines Verbandes mit dem Bäckerverband wurde er als Bezirksleiter nach Leipzig entsandt und nach dem Ersten Weltkrieg zum 2. Vorsitzenden dieser Gewerkschaft gewählt. Im Jahr 1927 schlossen sich die freien Gewerkschaften der Nahrungsmittelindustrie zum Verband der Nahrungsmittel- und Getränkearbeiter zusammen. Fitz wurde erneut zum 2. Vorsitzenden gewählt. Darüber hinaus fungierte er ab 1928 als Mitglied im Reichswirtschaftsrat und als Beisitzer im Reichsarbeitsgericht in Leipzig.

## Zeit des Nationalsozialismus
Wie viele andere Gewerkschaftsfunktionäre wurde auch Fitz bei Machtübernahme der Nationalsozialisten zunächst inhaftiert. Nach 14 Tagen kam er aber bereits wieder auf freien Fuß und kümmerte sich ab dann um den Aufbau einer illegalen Vertrauensleuteorganisation seines Verbandes. Dabei wurde er – wie auch viele andere im Nationalsozialismus aktive Gewerkschafter – durch seinen internationalen Berufsverband, in diesem Fall die Internationale Union der Organisationen der Arbeiterinnen und Arbeiter der Lebens- und Genussmittelindustrie (IUL), unterstützt. Im Gegensatz zu anderen Widerstandskreisen ging es ihm und seinen Kollegen weniger um die Verteilung von Druckschriften oder Flugblättern, sondern viel mehr darum, ein Netz zum Sammeln und Austauschen von Informationen zu schaffen. Nach eigenen Angaben unterhielt er zahlreiche Kontakte zu (emigrierten) Gewerkschaftern bei den Auslandsvertretungen als auch zu einzelnen Widerstandszellen in verschiedenen Betrieben. Außerdem traf er sich auch mehrmals im Ausland mit Vertretern der internationalen gewerkschaftlichen Spitzenorganisationen, unter anderem mit Jean Schifferstein, dem Sekretär der IUL.
Zwar gelang es der Gestapo immer wieder einzelne Zellen auszuheben – bspw. 1936 die Widerstandsgruppe in der Brotfabrik „Germania“ – und damit Fitz’ Arbeit zu behindern, auf die Spur des ehemaligen Verbandsvorsitzenden kamen sie zunächst jedoch nicht. Wie er selbst nach 1945 angab, bekam die Gestapo erst durch die Mitarbeit eines Spitzels bei der Auslandsvertretung der Deutschen Gewerkschaften (ADG) Abschriften seiner Briefe in die Hände. Am 11. Juli 1939 wurde er verhaftet und für 11 Monate in Einzelhaft gesteckt. Einige Monate musste er im Konzentrationslager Sachsenhausen überstehen. Im Hochverratsprozess vor dem Volksgerichtshof wurde er jedoch aus Mangel an Beweisen freigesprochen.

## Wiederaufbau ab 1945
Die in der Haftzeit erlittenen gesundheitlichen Schäden hinderten Fitz nicht daran, nach Deutschlands Kapitulation, sich für den Aufbau der Gewerkschaft Nahrung, Gaststätten, Genuss (NGG) in der sowjetischen Besatzungszone einzusetzen.